# Phryxe pecosensis
Phryxe pecosensis är en tvåvingeart som först beskrevs av Townsend 1926.  Phryxe pecosensis ingår i släktet Phryxe och familjen parasitflugor. Inga underarter finns listade i Catalogue of Life.